# Rhynchobombyx nasuta
Rhynchobombyx nasuta är en fjärilsart som beskrevs av Aurivillius 1908. Rhynchobombyx nasuta ingår i släktet Rhynchobombyx och familjen ädelspinnare. Inga underarter finns listade i Catalogue of Life.